# Francesco Lamperti
Francesco Lamperti (Savona, Ligúria, 11 de març de 1813 – Como, Llombardia, 1 de maig de 1892) fou un professor de cant, musicògraf i escriptor italià.
Rebé l'educació musical en el Conservatori de Música de Milà, en el qual ensenyà (1850-75) amb gran èxit. Després es dedicà a l'ensenyança particular musical, havent sortit de les seves classes artistes tan cèlebres com Rosita del Vecchio, Irene Abendroth, Désirée Artôt, José Echevarría, Emma Albani, Sophie Cruvelli, Emma Cecilia Thursby, José Echevarría, Franz Nachbaur, Antonín Vávra, Marie van Zandt, Jan Gall i altres.

## Publicacions
- Guia teòrico-pràctica elemental per 'estudi del cant (Milà);
- Exercícis diaris per a soprano ò mezzo-soprano (Milà);
- Estudis per a soprano (Milà);
- Observacions i consells vers el trino (Milà);
- Vuit lliçons de solfeig a l'estil modern, per soprano i mezzosoprano

El seu fill Giuseppe Lamperti, (1834-Roma, 1898), fou director del teatre de La Scala de Milà, després de l'Apol·o de Roma i més tard del Teatro San Carlo de Nàpols.